# Chimarra setosa
Chimarra setosa är en nattsländeart som beskrevs av Ross 1959. Chimarra setosa ingår i släktet Chimarra och familjen stengömmenattsländor. Inga underarter finns listade i Catalogue of Life.